# Tarista nigrirenalis
Tarista nigrirenalis là một loài bướm đêm trong họ Noctuidae.